# Rasueros
Rasueros – gmina w Hiszpanii, w prowincji Ávila, w Kastylii i León, o powierzchni 40,66 km². W 2011 roku gmina liczyła 231 mieszkańców.